# António Costa (játékvezető)
António Costa (Setúbal, 1960. december 6. –) portugál nemzetközi labdarúgó-játékvezető.

## Pályafutása

### Nemzetközi játékvezetés
A Portugál labdarúgó-szövetség Játékvezető Bizottsága (JB) terjesztette fel nemzetközi játékvezetőnek, a Nemzetközi Labdarúgó-szövetség (FIFA) 1999-től tartotta nyilván bírói keretében. Több nemzetek közötti válogatott és klubmérkőzést vezetett, vagy negyedik játékvezetőként szolgált. A portugál nemzetközi játékvezetők rangsorában, a világbajnokság-Európa-bajnokság sorrendjében többedmagával a 22. helyet foglalja el 1 találkozó szolgálatával.
Az aktív nemzetközi játékvezetéstől 2006-ban a FIFA 45 éves korhatárát elérve búcsúzott. Válogatott mérkőzéseinek száma: 3.

#### Világbajnokság
A világbajnoki döntőhöz vezető úton Németországba a XVIII., a 2006-os labdarúgó-világbajnokságra a FIFA JB bíróként alkalmazta.

##### Selejtező mérkőzés
| Időpont             | Helyszín               | Mérkőzés típusa           | Mérkőzés                  | Eredmény | Nézők száma |
| ------------------- | ---------------------- | ------------------------- | ------------------------- | -------- | ----------- |
| 2004. szeptember 8. | Ullevaal Stadion, Oslo | előselejtező (5. csoport) | Norvégia–Fehéroroszország | 1 – 1    | 25 272      |

#### Nemzetközi kupamérkőzések

##### UEFA-kupa
| Időpont          | Helyszín                  | Mérkőzés típusa                      | Mérkőzés                    | Eredmény |
| ---------------- | ------------------------- | ------------------------------------ | --------------------------- | -------- |
| 2002. október 3. | Ismet Pasa Stadion, İzmit | előselejtező (64 közé-, 2. mérkőzés) | Kocaelispor–Ferencvárosi TC | 0 – 1    |